# Maria de Mòdena
Maria de Mòdena (en italià: Maria Beatrice Eleonora Anna Margareta Elisabeta d'Este; Mòdena, 5 d'octubre de 1658 - París, 7 de maig de 1718). Reina consort d'Anglaterra, Escòcia i Irlanda. Va ser la consort del rei Jaume II d'Anglaterra. Era la segona dels 3 fills d'Alfons IV d'Este, duc de Mòdena i de Reggio, i de Laura Martinozzi (neboda del cèlebre cardenal Juli Mazzarino).

## Primers anys i matrimoni
Va tenir una estricta educació catòlica, i va arribar a pensar en ser abadesa d'una orde religiosa fundada per la seva mare. Va ser escollida pel rei Lluís XIV de França com la promesa catòlica del vidu Jaume, duc de York -futur rei Jaume II d'Anglaterra- el qual s'havia convertit al catolicisme. El matrimoni per poders es va celebrar al Palau Ducal de Mòdena, el 30 de setembre de 1673. La cerimònia formal de matrimoni es va portar a terme a la ciutat de Dover, a Kent, el 21 de novembre d'aquell mateix any.
Aquesta unió obeïa a aspectes polítics i dinàstics urgents. Jaume tenia dues filles protestants del seu primer matrimoni, Maria (futura Maria II d'Anglaterra) i Anna (futura Anna I de la Gran Bretanya). Un fill mascle nascut d'aquest segon matrimoni sería algun dia rei, un rei catòlic. Encara que Maria era bonica i encantadora -fins i tot Carles II d'Anglaterra va arribar a festejar-la-, els anglesos la detestàven pel seu catolicisme. L'enginy popul·lar li va posar el sobrenom de "Madam Est". Els rumors, a més, deien que ella era una agent secreta del Papa Climent X, que hauria presentat la seva candidatura com una núvia convenient pel duc de York. Durant el suposat "Complot Papal" (1678), en el qual el seu secretari Coleman va ser una víctima, ella i Jaume van viatjar cap a l'estranger discretament.

## Fills
Les consideracions dinàstiques exigien un fill mascle de forma urgent. El seu primer embaràs va finalitzar en avortament (1674), i els 10 següents també van esdevenir en avortaments o, sí arribàven a terme, van ser fills morts durant la infantesa. Després de l'ascensió al tron de Jaume a l'any 1685, la qüestió de si Maria aconseguiria concebre un fill va arribar a ser més significativa, perquè aquest, criat en la fe catòlica, seria el futur rei d'Anglaterra.
A l'any 1688, Maria finalment va parir un fill viu, Jaume Francesc Eduard. L'esdeveniment va provocar molta especulació. Es va arribar a suggerir que el nen havia nascut mort i que va ser canviat per un altre, mentre treïen el cadàver amagat en una olla per dissimul·lar. Per raons polítiques, un naixement reial era un esdeveniment públic, almenysː molta gent hauria d'haver estat còmplice en aquesta inverosímil conspiració. No obstant això, els rumors van ser prou inquietants perquè Jaume convoqués dues sessions extraordinàries del seu Consell Privat per escoltar testimonis probatoris de que el príncep de Gal·les era, sens dubte, fill de la reina.
La influència que Maria va tenir sobre Jaume -l'atenció del qual se centrava en una sèrie d'amants- va afavorir els jesuïtes i a l'absolutisme segons el model francès.

## Exili
Alguns mesos després del naixement del hereu, el complot dels aristòcrates Whigs -més conegut com la Revolució Gloriosa- va esclatar. Maria fuig a França amb el seu fill (10 de desembre de 1688). Els conspiradors havíen convidat a la filla gran de Jaume, Maria, amb el seu marit, Guillem d'Orange, a que prenguessin el tron. Jaume aconsegueix fugir i reunir-se amb la seva família el 23 de desembre. A l'exili, van viure com a hostes del rei Lluís XIV de França al castell de Saint-Germain-en-Laye.

## Últims anys
Quan Jaume va morir (6 de setembre de 1701), Maria aconsegueix convèncer a Lluís XIV de que reconegui al seu fill com a legítim rei d'Anglaterra i Escòcia, fet que va accelerar la participació anglesa a la Guerra de Successió Espanyola. Ella va donar suport als jacobites exiliats amb el millor de les seves habilitats.
Va morir com a conseqüència d'un càncer de mama, al castell de Saint-Germain-en-Laye, a París, el 7 de maig de 1718, als 59 anys, sent enterrada a l'abadia de Chaillot. Anys més tard, la seva tomba va ser destruïda durant la Revolució Francesa.